# Quartiere Mirabello
Il quartiere Mirabello, già quartiere "Rodolfo Carabelli", è un complesso di edilizia residenziale pubblica di Milano.
Occupa l'isolato posto fra le vie Vassallo, Frignani e Ghislanzoni, e prende nome dall'antica Villa Mirabello, sita nei pressi.

## Storia
Il complesso edilizio, denominato in origine "Quartiere Rodolfo Carabelli", fu costruito nel 1939 dall'Istituto Fascista Autonomo Case Popolari (IFACP) di Milano, su progetto di Gaetano Angilella. Successivamente prese la denominazione di "Quartiere Mirabello".

## Caratteristiche

Mappa del complesso edilizio

Il complesso edilizio consta di 12 palazzine, a due o tre piani, costruite nello stile razionalista tipico dell'epoca, e caratterizzate da forme fortemente plastiche.
La tipologia a palazzine, ripresa dal vicino Villaggio dei Giornalisti, denotava la destinazione del complesso al ceto impiegatizio.
Trattandosi di un intervento progettato nel periodo delle sanzioni, la costruzione fu improntata a criteri di economia, escludendo l'uso del calcestruzzo armato.

### Fonti
- Raffaele Pugliese (a cura di), La casa popolare in Lombardia. 1903-2003, Milano, Unicopli, 2005, ISBN 88-400-1068-8.

### Ulteriori approfondimenti
- Nuovi quartieri popolari a Milano, in "Il Vetro" n. 11 (novembre 1940), pp. 410-411.
- R. Chiumeo, Edilizia Popolare a Milano tra le due guerre: 1919-1940, in D. Franchi, R. Chiumeo, Urbanistica a Milano in regime fascista, La Nuova Italia, Firenze 1972.
- Maurizio Grandi, Tra centro terziario, residenza borghese e periferia produttrice, in G. Fiorese (a cura di), Milano Zona due Centro Direzionale Greco Zara, Comune di Milano, 1987.